# Georgios Grivas
Georgios Grivas (grško Γεώργιος Γρίβας), grški general, * 23. maj 1898, Trikomo, † 27. januar 1974, Limassol.